# Поляна (Амурская область)
Поля́на — село в Серышевском районе Амурской области России. Административный центр Полянского сельсовета.

## География
Село Поляна — спутник районного центра Серышево, расположено в 2 км южнее.
От села Поляна на юг идёт дорога к селу Красная Поляна, далее на правый берег реки Томь, к селу Бочкарёвка.

## Население
| 2002 | 2010 | 2012 | 2013 | 2014 | 2015 | 2016 |
| ---- | ---- | ---- | ---- | ---- | ---- | ---- |
| 943  | ↘883 | ↘875 | ↘855 | ↗865 | ↗870 | ↘856 |
| 2017 | 2018 |      |      |      |      |      |
| ↘848 | ↘836 |      |      |      |      |      |

## Улицы
| - ул. Новая, - ул. Первомайская, - ул. Переселенческая, | - ул. Советская, - ул. Школьная, - пер. Школьный. |